# Lazar Sajčić
Lazar Sajčić (in serbo Лазар Сајчић?; Belgrado, 24 settembre 1996) è un calciatore serbo, difensore.